# Горње Кусоње
Горње Кусоње су насељено мјесто у општини Воћин, у сјеверној Славонији, у Вировитичко-подравској жупанији, Република Хрватска.

## Географија
Горње Кусоње се налазе око 15 км сјеверно од Воћина.

## Историја
До територијалне реорганизације у Хрватској насеље се налазило у саставу бивше општине Подравска Слатина.

## Становништво
Горње Кусоње су према попису из 2011. године имале 13 становника.
| Националност       | 1991. | 1981. | 1971. | 1961. |
| Срби               | 51    | 50    | 145   | 194   |
| Хрвати             | 17    | 30    | 48    | 72    |
| Југословени        | 1     | 18    | 11    |       |
| остали и непознато |       | 5     |       | 4     |
| Укупно             | 69    | 103   | 204   | 270   |

| Демографија | Демографија | Демографија |
| Година      | Становника  | Становника  |
| ----------- | ----------- | ----------- |
| 1961.       | 270         |             |
| 1971.       | 204         |             |
| 1981.       | 103         |             |
| 1991.       | 69          |             |
| 2001.       | 36          |             |
| 2011.       |             | 13          |